# Pedro Roberto Chaves
Pedro Roberto da Silva Chaves (Mártires, Lisboa, 11 de junho de 1887 — Paço de Arcos, Oeiras, 23 de abril de 1951) concluiu os seus estudos de Medicina em 1915, com uma tese «Sobre a célula serosa pancreática», tendo iniciado a sua carreira no Laboratório de análises clínicas do Hospital de São José, em Lisboa, sob a direção de Henrique Parreira.

## Biografia
Era filho do funcionário público Benjamim da Silva Chaves e de Laura Augusta Bizarro da Silva Chaves, doméstica, ambos naturais de Lisboa (ele da freguesia de Santos-o-Velho e ela da freguesia de São Nicolau).
A 8 de julho de 1916, casou civilmente em Lisboa com Gabriela Petra Heitor (Lapa, Lisboa, c. 1890), doméstica, filha do funcionário público Lúcio Eugénio Heitor e de Genoveva Petra Heitor, doméstica, ambos naturais de Lisboa (ele da freguesia de Santos-o-Velho e ela da freguesia de Santa Isabel).
Foi histologista e professor da Faculdade de Medicina da Universidade de Lisboa, tendo ingressado como «primeiro-assistente» do Instituto de Histologia e Embriologia (IHE), na referida Faculdade, em 1919. Nessa ocasião, apresentara como prova de concurso o artigo «Algumas observações sobre a evolução da célula hepática do ouriço cacheiro».  
Pedro Roberto Chaves foi próximo colaborador de Augusto Celestino da Costa, seu padrinho de casamento, na Faculdade de Medicina de Lisboa. Com este último, deu à estampa diversas obras entre as quais um «Manual de Técnica Histológica» (1921), um «Manual de Histologia» (1938), mais tarde ampliado num «Tratado Elementar de Anatomia Microscópica» que teve uma edição castelhana em 1953. Foi reputado desenhador morfologista, pedagogo e orador apreciado.
Morreu a 23 de abril de 1951, na freguesia de Paço de Arcos, concelho de Oeiras.